# Daugyvenė
Daugyvenė je řeka na severu Litvy, pravý přítok řeky Mūša. Je dlouhá 61,1 km. Vytéká z mokřadu Ežerbalos pelkė 5 km na jihozápad od města Šeduva. Protéká okresy Radviliškis a Pakruojis.
Teče převážně směrem severovýchodním. Protéká rybníkem Raudondvario tvenkinys (plocha 8,6 ha), který je na 50,7 km toku. Horní tok až do 26 km toku je součástí říční rezervace Daugyvenės hidrografinis draustinis. V suchých létech počátek horního toku vysychá. Do řeky Mūša se vlévá u východního okraje vsi Petrašiūnai, 91,4 km od jejího soutoku s řekou Nemunėlis (a odkud začíná Lielupe), jako její pravý přítok. Plocha povodí je 487,8 km², průměrný průtok je 2,50 m³/s. Celková plocha říčního koryta je 46,8 ha, jeho šířka je 5 - 13 m, hloubka 0,4 - 1,1 m, rychlost proudu 0,1-0,3 m/s.

## Sídla při řece
Raudondvaris, Pakalniškiai, Rozalimas, Klovainiai

## Přítoky
- Levé:

| Hydrologické pořadí | Řeka       | Délka (km) | Povodí (km²) | Vzdálenost od ústí (km) | Ústí kde | Koordináty ústí |
| ------------------- | ---------- | ---------- | ------------ | ----------------------- | -------- | --------------- |
| 41010511            | Sriautas   | 6,0        | 10,0         | 58,4                    |          |                 |
| 41010513            | Sriautelis | 2,6        | 1,3          | 57,0                    |          |                 |
| 41010518            | Vakoniškis | 5,1        | 7,4          | 49,4                    |          |                 |
| 41010519            | Niauduva   | 12,0       | 42,3         | 47,8                    |          |                 |
| 41010524            | Alkupis    | 4,4        | 7,8          | 44,2                    |          |                 |
| 41010525            | Dubulis    | 7,1        | 12,8         | 37,5                    |          |                 |
| 41010526            | Šaka       | 15,0       | 33,5         | 31,2                    |          |                 |
| 41010529            | Didžiupis  | 5,2        | 7,6          | 28,2                    |          |                 |
| 41010531            | Dubysa     | 14,1       | 39,4         | 25,3                    |          |                 |
| 41010534            | Kiaulupis  | 4,2        | 6,3          | 24,7                    |          |                 |
| 41010536            | D - 1      | 3,6        | 4,7          | 18,3                    |          |                 |
| 41010537            | Šaltupis   | 3,5        | 4,4          | 13,5                    |          |                 |

- Pravé:

| Hydrologické pořadí | Řeka     | Délka (km) | Povodí (km²) | Vzdálenost od ústí (km) | Ústí kde | Koordináty ústí |
| ------------------- | -------- | ---------- | ------------ | ----------------------- | -------- | --------------- |
| 41010512            | Byzdelis | 5,1        | 6,0          | 57,2                    |          |                 |
| 41010514            | Egliškis | 4,5        | 3,1          | 56,3                    |          |                 |
| 41010515            | Kutena   | 9,7        | 24,6         | 54,3                    |          |                 |
| 41010535            | D - 2    | 7,6        | 7,6          | 20,5                    |          |                 |
| 41010538            | Ramytė   | 27,4       | 51,7         | 9,5                     |          |                 |
| 41010539            | Ežerėlė  | 39,8       | 156,2        | 4,9                     |          |                 |